# Augustus 1937
| Deze maand |
| --- |
| - Japanners veroveren Beijing, strijd om Shanghai - Staatsgreep in Paraguay - Nationalisten veroveren Santander |

De volgende gebeurtenissen speelden zich af in augustus 1937. 
- 2[1] - De Japanners bombarderen Beijing en Tianjin.
- 5 - In Oostenrijk wordt het verbod op de verkoop van Mein Kampf opgeheven.
- 6[1] - Na beschuldigingen dat de regering eigendommen van koning Ananda Mihadol tegen veel te lage prijzen aan hoge ambtenaren heeft verkocht, treden de premier van Siam Phahol Pholphayuhasena en de helft van zijn regering af.
- 6[1] - In Estland wordt een nieuwe grondwet afgekondigd.
- 6 - De niet-inmengingscommissie betreffende de Spaanse Burgeroorlog komt bijeen, maar de zitting wordt spoedig onverrichter zake verdaagd.
- 6 - De Verenigde Staten en de Sovjet-Unie sluiten een nieuw handelsverdrag voor één jaar. Een opvallende clausule is dat de VS zich het recht voorbehouden de in- en uitvoer van goud en zilver te beperken of te verbieden of de uitvoer van wapens te controleren.
- 8[1] - Het Franse postschip Normandie herovert de Blauwe wimpel voor de snelste oversteek van de Atlantische Oceaan van Oost naar West met een tijd van 3 dagen 23 uur 2 minuten.
- 8[1] - Beijing en Tianjin zijn grotendeels in Japanse handen.
- 9 - De wereldjamboree in Vogelenzang wordt afgesloten.
- 10[1] - De Davis Cup wordt gewonnen door de Verenigde Staten.
- 11 - Op het 20e zionistencongres in Zürich stellen de zionisten hun eisen betreffende aanpassing van het plan voor de verdeling van Palestina vast.
- 12[1] - In Duitsland wordt een kunstzuivering aangekondigd: Bij alle openbare kunstverzamelingen worden die werken verwijderd die niet voldoen aan de nationaalsocialistische kunstopvatting.
- 13[1] - De spoorwegen in Mexico worden volledig genationaliseerd.
- 13[1] - Aan 45 Duitse gezinnen, waaronder dat van politicus en vakbondsleider Heinrich Imbusch, wordt de Duitse nationaliteit ontnomen.
- 13[1] - De Egyptische regering onder Nahas Pasja verandert van samenstelling.
- 13 - De Japanners bombarderen Shanghai.
- 17 - Hugo Black treedt aan als rechter bij het Amerikaans Hooggerechtshof in opvolging van de afgetreden Willis Van Devanter
- 22[1] - Bij een staatsgreep geleid door kolonel Ramon Parades wordt de Paraguayaanse president Rafael Franco afgezet en gearresteerd. Félix Paiva wordt tot president benoemd.
- 23[1] - Nederlands-Indië besluit tot de bouw van een vierde kruiser.
- 25 - De Nationalisten veroveren Santander.
- 27[1] - De Nederlandse regering verklaart dat het gebruik van het Wilhelmus voor binnenlands-Belgische politieke doeleinden door Vlaamse nationalisten ongewenst misbruik is.
- 27 - De Belgische regering spreekt haar goedkeuring uit over de maatregelen van de Nationale Bank.
- 28[1] - NSDAP-leden mogen vanaf 1 januari 1938 geen lid meer zijn van de Rotary.
- 29 - Het Verenigd Koninkrijk protesteert bij Japan tegen het beschieten van een burgerauto onderweg van Shanghai naar Nanking, waarbij de Britse ambassadeur in China gewond is geraakt.

en verder:
- Duitsland en de Spaanse Nationalisten sluiten een handelsverdrag.
- In Duitsland wordt geagiteerd tegen de weigering van Tsjechoslowakije om zijn Duitse onderdanen toe te staan uitnodigingen tot 'vakanties' in het Duitse Rijk aan te nemen.
- Een drietal Duitse journalisten in het Verenigd Koninkrijk wordt verlenging van hun verblijfsvergunning geweigerd wegens verdenking van spionage. In reactie hierop zetten de Duitsers Times-journalist Norman Ebbutt het land uit.
- In Medemblik wordt het vierde Grootfriese Congres gehouden.
- In Zuid-Polen breekt een boerenstaking uit. De actievoerders eisen herinvoering van de democratie.
- Gandhi spreekt met onderkoning Victor Hope.

<< · januari · februari · maart · april · mei · juni · juli · augustus · september · oktober · november · december · >>